# سیارک ۱۸۷۸۰
سیارک ۱۸۷۸۰ (به انگلیسی: 18780 Kuncham، نامگذاری:1999JY44) هجده هزار و هفتصد و هشتادمین سیارک کشف شده‌است که در ۱۰ مه ۱۹۹۹ کشف شد.
قدر مطلق سیارک برابر ۱۱.۷ است.